# スカッシュバレーボール
スカッシュバレーボールとは、高知県発祥のバレーボール。

## 概要
1985年頃、高知県安芸郡田野町に派遣されたスポーツ主事らによって作られた。
ボールは専用のゴムボールを使うため、突き指などの怪我が少なく、気軽に誰でも楽しめるようになっている。名称の由来は、少ない人数だから全員参加していて、疲れてもスカっとすることから名づけられた。
いわゆるローカルスポーツであり、殆ど高知県独自のスポーツとして普及している。

## ルール
1チーム3人の合計6人で行う。サーブは下手のみでやる。サーブはコート内から打つ。必ず3回目で返球し、ブロックや、ツーアタックは反則行為となる。